# Arriva
Arriva — европейская транспортная компания со штаб-квартирой в Сандерленде, Великобритания. С 2010 года была полностью приобретена основным немецким оператором железных дорог Deutsche Bahn.

## История
Компания была основана в 1938 году Томом Коуи (Tom Cowie) и первоначально занималась продажей мотоциклов, а с 1950 года также автомобилей. В 1980 году была куплена компания George Ewer, которая торговала автомобилями, а также осуществляла автобусные перевозки. В начале 1990-х годов в Великобритании была проведена приватизация общественного транспорта; с 1994 года компания Коуи начала покупать бывшие государственные предприятия, занимавшиеся автобусными и железнодорожными перевозками. В 1996 году была поглощена British Bus Group, третий крупнейший автобусный оператор Великобритании. В 1997 году в результате конфликта Том Коуи был исключён из совета директоров, а компания сменила название T Cowie на Arriva. В том же 1997 году было сделано первое зарубежное приобретение — датская компания Unibus. В 1998 году была куплена нидерландская компания Vancom Nederland. В 1999 году бизнес по торговле и лизингу автомобилей был продан.
С 2000 года компания начала приобретать контракты на железнодорожные перевозки в Великобритании и других странах. К 2004 году деятельность была расширена в Испанию, Португалию, Италию, Германию и Чехию.
В 2010 году Arriva была куплена немецким железнодорожным оператором Deutsche Bahn; для одобрения сделки антимонопольными ведомствами пришлось продать операции Arriva в Германии.

## Деятельность
Подразделения по состоянию на 2022 год:
- UK Bus — городские и междугородние автобусные перевозки в Англии и Уэльсе, включая Лондон (третий крупнейший автобусный оператор Великобритании), 23 % выручки;
- UK Train — три железнодорожных маршрута (CrossCountry, Chiltern и London Overground) в Великобритании, 28 % выручки;
- Mainland Europe — деятельность в 11 других странах Европы (автобусные и железнодорожные перевозки, речные трамваи и каршеринг), 49 % выручки.

Парк компании включает 610 моторных вагонов, 17 локомотивов, 73 пассажирских вагона и 14 тыс. автобусов. За 2022 год компанией было перевезено 1,5 млрд пассажиров.

## Галерея

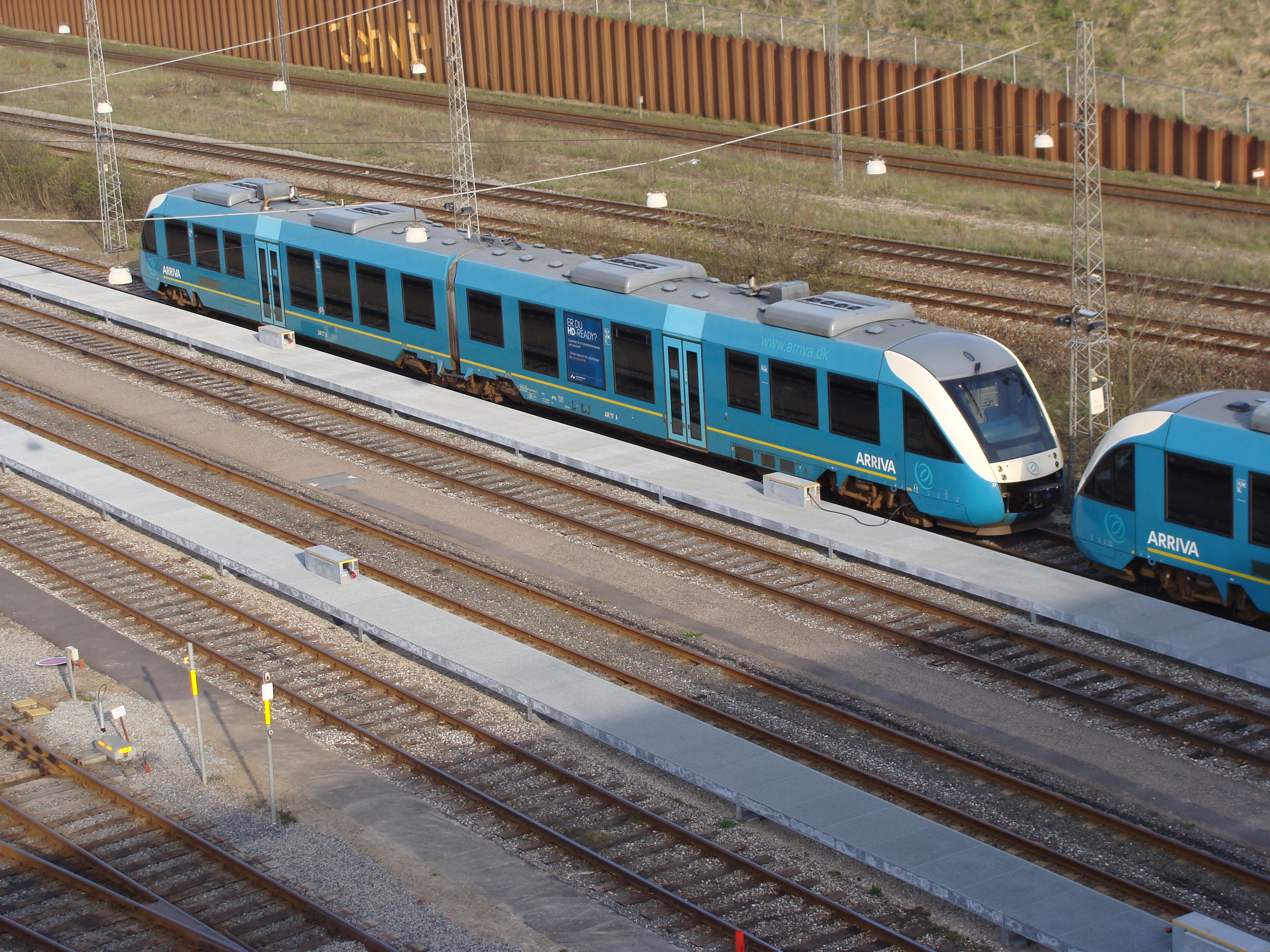
Поезд Arriva в Дании
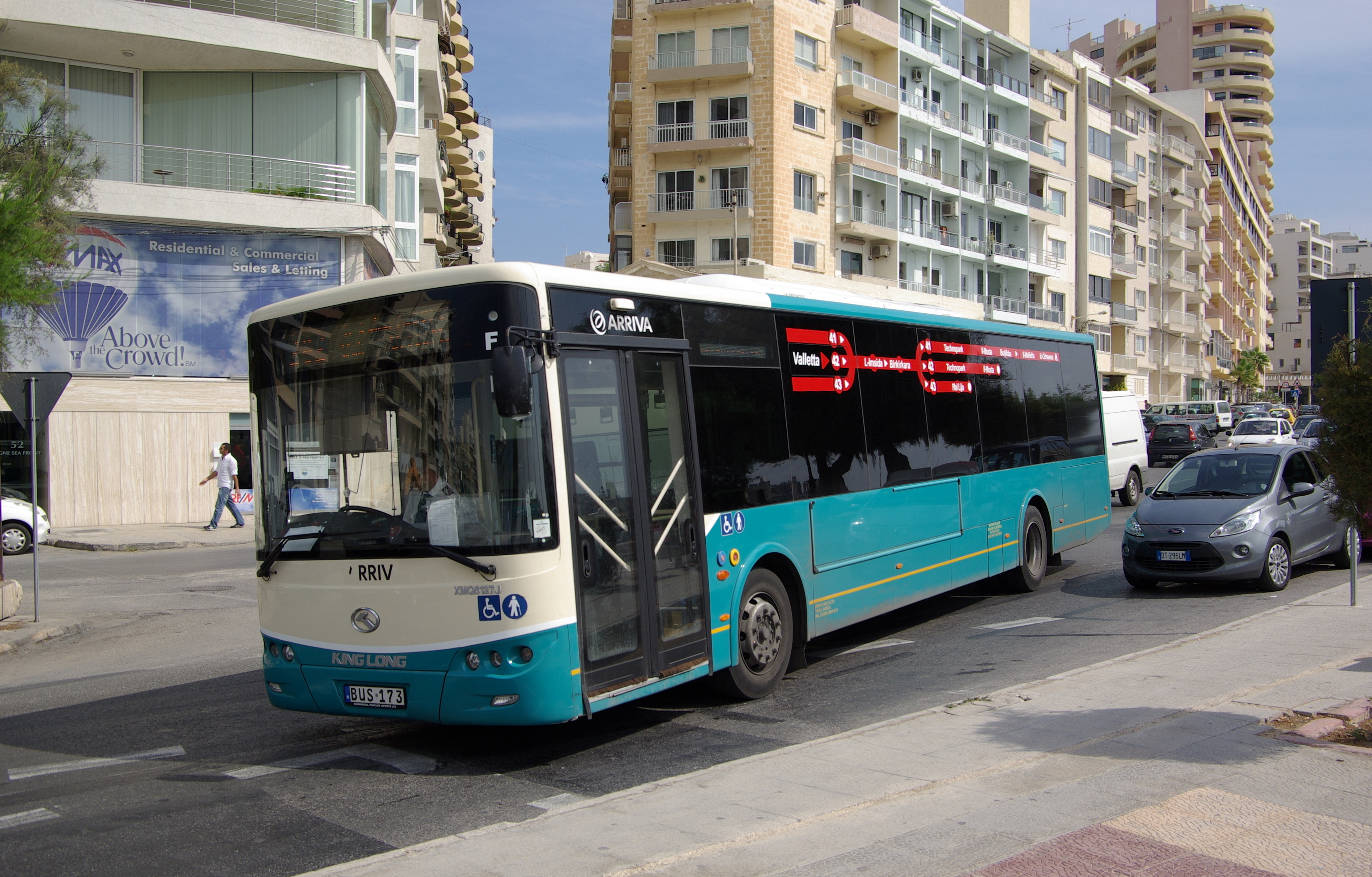
Автобус Мальты
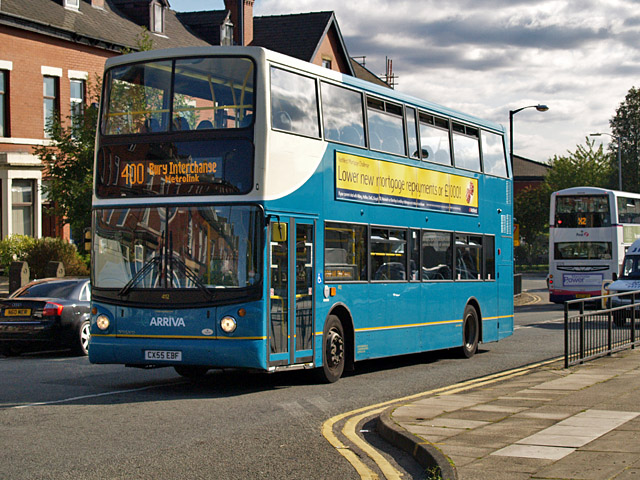
Двухэтажный автобус в Ливерпуле
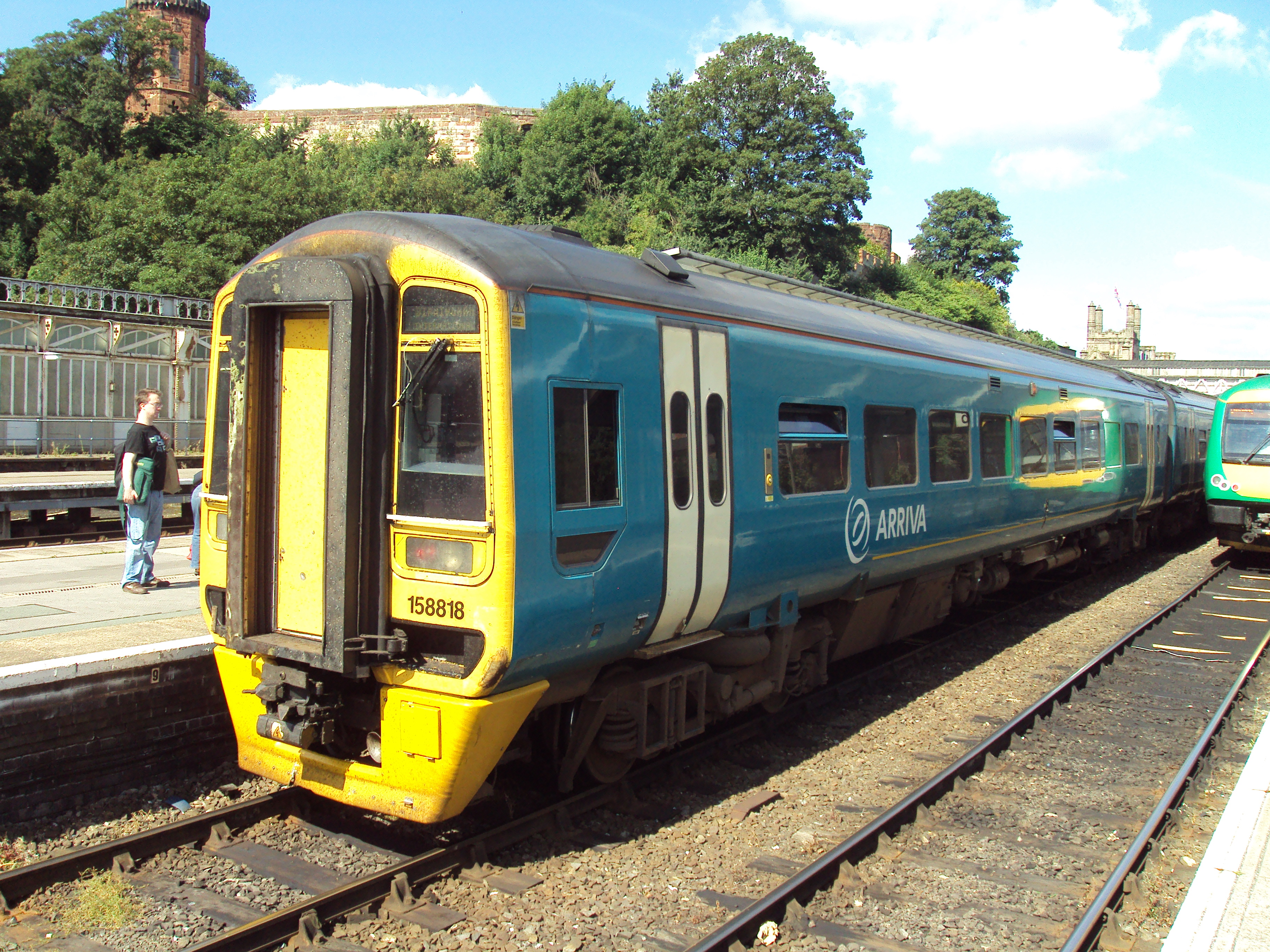
Поезд в Великобритании
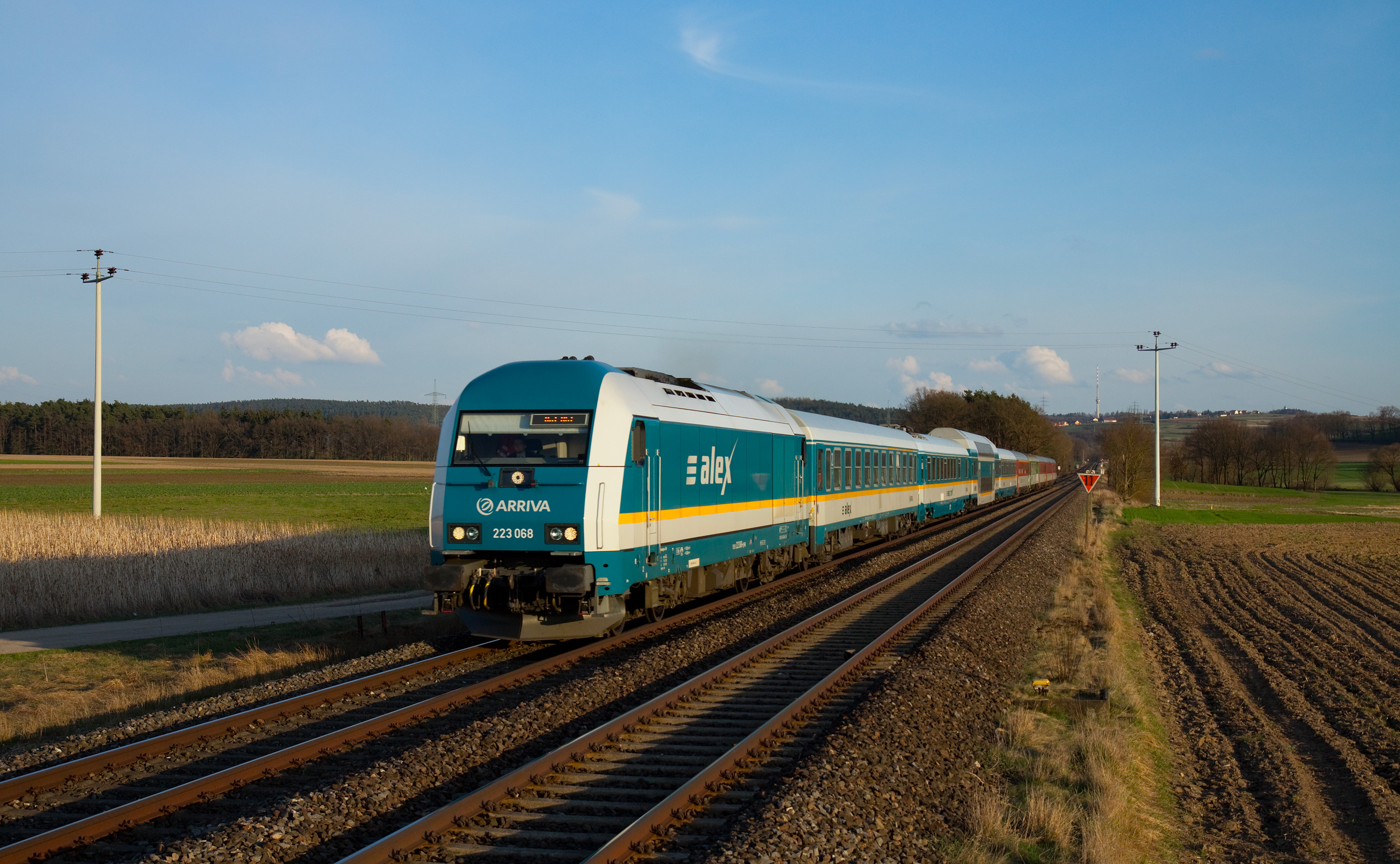
Поезд в Германии